# Belleza matemática

Un ejemplo de la "Belleza en el método" es esta simple y elegante demostración del Teorema de Pitágoras.

Varios matemáticos expresan el amor por su trabajo describiendo la matemática (o por lo menos algunos aspectos de esta) como bella. A veces son descritas como una forma de arte, o por lo menos, como una actividad creativa. Son comunes las comparaciones con la música y la poesía. Bertrand Russell expresa la belleza matemática con estas palabras: 

La matemática posee no solo verdad, sino también belleza suprema; una belleza fría y austera, como aquella de la escultura, sin apelación a ninguna parte de nuestra naturaleza débil, sin los adornos magníficos de la pintura o la música, pero sublime y pura, y capaz de una perfección severa como solo las mejores artes pueden presentar. El verdadero espíritu del deleite, de exaltación, el sentido de ser más grande que el hombre, que es el criterio con el cual se mide la más alta excelencia, puede ser encontrado en la matemática tan seguramente como en la poesía".

Paul Erdös expresó su punto de vista sobre la calidad inefable de las matemáticas cuando dijo:

¿Por qué son bellos los números? Es como preguntar por qué es bella la novena sinfonía de Beethoven. Si no ves por qué, nadie te lo puede decir. Yo sé que los números son bellos. Si no lo son, entonces nada lo es".

## Belleza en el método
Los matemáticos describen un específico método de comprobación como elegante. Dependiendo del contexto, esto puede significar:
- Una demostración que utiliza una mínima cantidad de hipótesis adicionales o resultados previos.
- Una demostración que es desusadamente breve.
- Una demostración que deriva el resultado de una manera sorprendente (a partir de teoremas que aparentemente no están relacionados con la proposición a ser demostrada).
- Una demostración que se basa en una visión nueva y original sobre el problema a resolver.
- Un método de demostración que puede ser fácilmente generalizado para resolver una familia de problemas similares.

En la búsqueda de una demostración elegante, los matemáticos usualmente buscan formas independientes y diferentes de demostrar un resultado-la primera demostración podría no ser la mejor. El teorema que más demostraciones distintas tiene es el teorema de Pitágoras, con cientos de demostraciones publicadas. Otro teorema que ha sido demostrado de muchas maneras diferentes es el de la «Reciprocidad Cuadrática».  Solamente Carl Friedrich Gauss publicó ocho demostraciones diferentes de este teorema.
Recíprocamente, resultados que son lógicamente correctos pero que involucran cálculos laboriosos, métodos sobreelaborados, ataques muy convencionales o que dependen de una gran número de axiomas particularmente poderosos o resultados previos que no son usualmente considerados elegantes, pueden ser llamados feos o torpes.

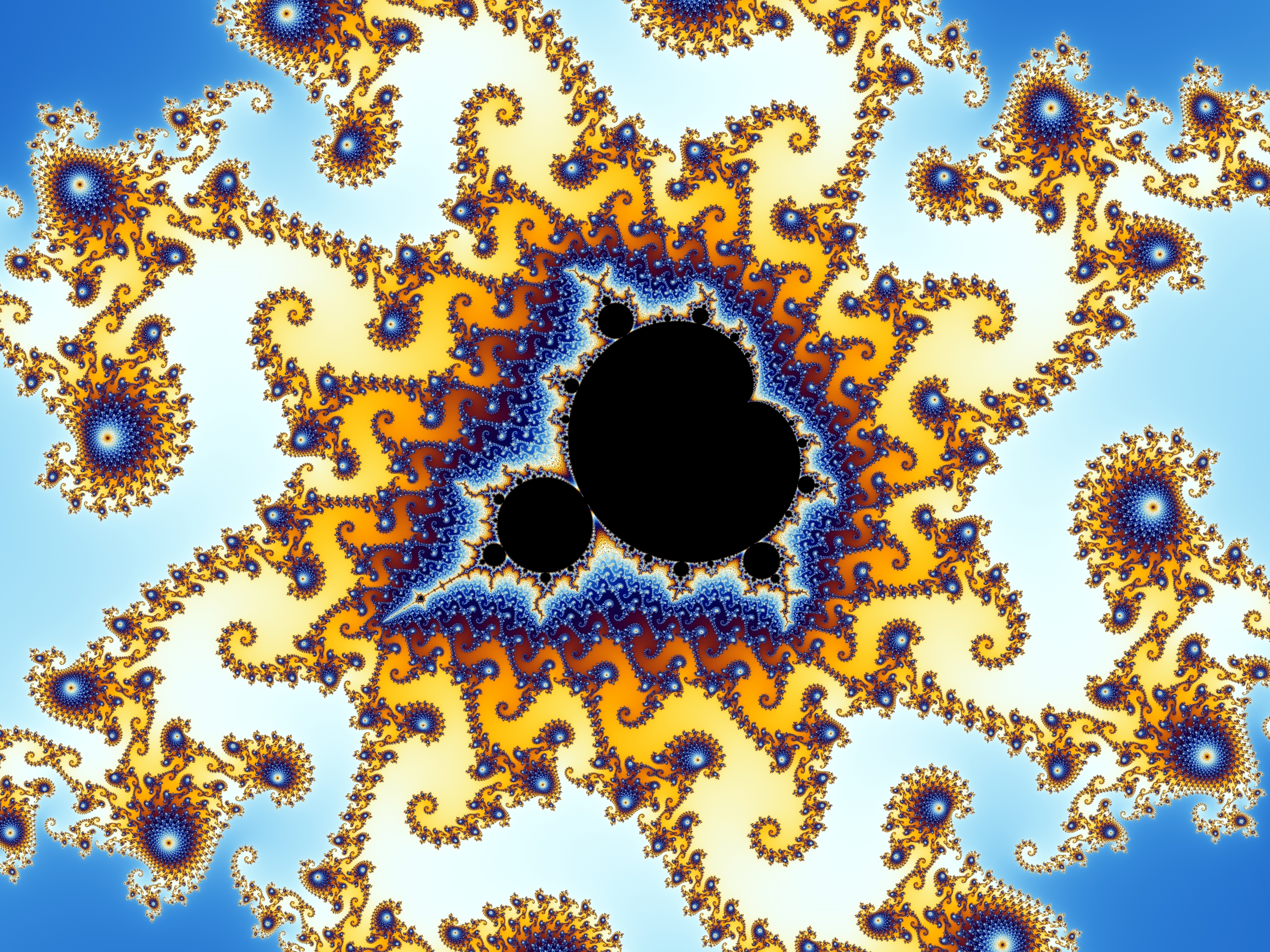
Un fragmento del conjunto de Mandelbrot, un fractal de gran belleza, frecuentemente tomado como motivo estético.

## Belleza en geometría
El número áureo, la proporción áurea o divina proporción es la explicación matemática de la belleza en el arte y la naturaleza según varios matemáticos.
Otras dos singularidades geométricas aceptadas como de gran belleza desde la antigüedad, son los sólidos platónicos y la Flor de la Vida, que están íntimamente relacionados entre sí y con la proporción áurea. Platón vinculó los poliedros regulares con los elementos fuego, tierra, aire, agua y divinidad, como muestra de interpretación de perfección mística.
Para los Pitagóricos, la figura de la estrella de cinco puntas que se forma al trazar las cinco diagonales de una cara pentagonal de un dodecaedro regular, llamada “pentágono estrellado” o “Pentagrama místico pitagórico”, parece haber sido una especie de símbolo de identificación, a modo de anagrama, de los miembros de la Escuela Pitagórica. Johannes Kepler dijo al respecto que podía ser considerada «una preciosa joya».

## Belleza en los resultados
Algunos matemáticos ven la belleza de las matemáticas en resultados que establecen conexiones entre dos áreas de las matemáticas que parecen distintas y sin relación alguna a primera vista. Estos resultados suelen ser llamados profundos. Aunque es muy difícil tener un acuerdo universal entre qué resultados son profundos, algunos ejemplos pueden ser citados. Uno de ellos es la Identidad de Euler: 
Richard Feynman la llama «la fórmula más notable de la matemática». Un ejemplo moderno puede ser el Teorema de la Modularidad, que establece una conexión importante entre las curvas elípticas y las formas modulares.
Lo contrario a profundo, es trivial. Un teorema trivial puede ser un resultado que derive en una manera obvia y sencilla a partir de otros resultados conocidos, o que se aplica solo a un conjunto particular de objetos. Sin embargo, en ocasiones, el establecimiento de un teorema puede ser tan original que puede ser considerado como profundo, aunque su demostración sea obvia.
G.H. Hardy, en A Mathematician's Apology, sugiere que una demostración bella o un resultado bello posee «inevitabilidad», «sorpresa» y «economía».
Sin embargo, Gian-Carlo Rota está en desacuerdo con el concepto de «sorpresa» como una condición para la belleza matemática y propone el siguiente contrajemplo:

Un gran número de teoremas matemáticos, cuando fueron recién publicados, parecieron ser sorprendentes; por ejemplo, durante 20 años (desde 1977) la existencia de estructuras diferenciables no equivalente sobre esferas de alta dimensión se consideró sorprendente, pero no se le ocurrió a nadie llamar a tal hecho hermoso, ni en ese entonces, ni ahora.

Este desacuerdo ejemplifica la naturaleza subjetiva de la Belleza Matemática y su conexión con resultados matemáticos: en este caso, no solo la existencia de esferas exóticas, sino también la realización particular de estas.

## Belleza en la experiencia

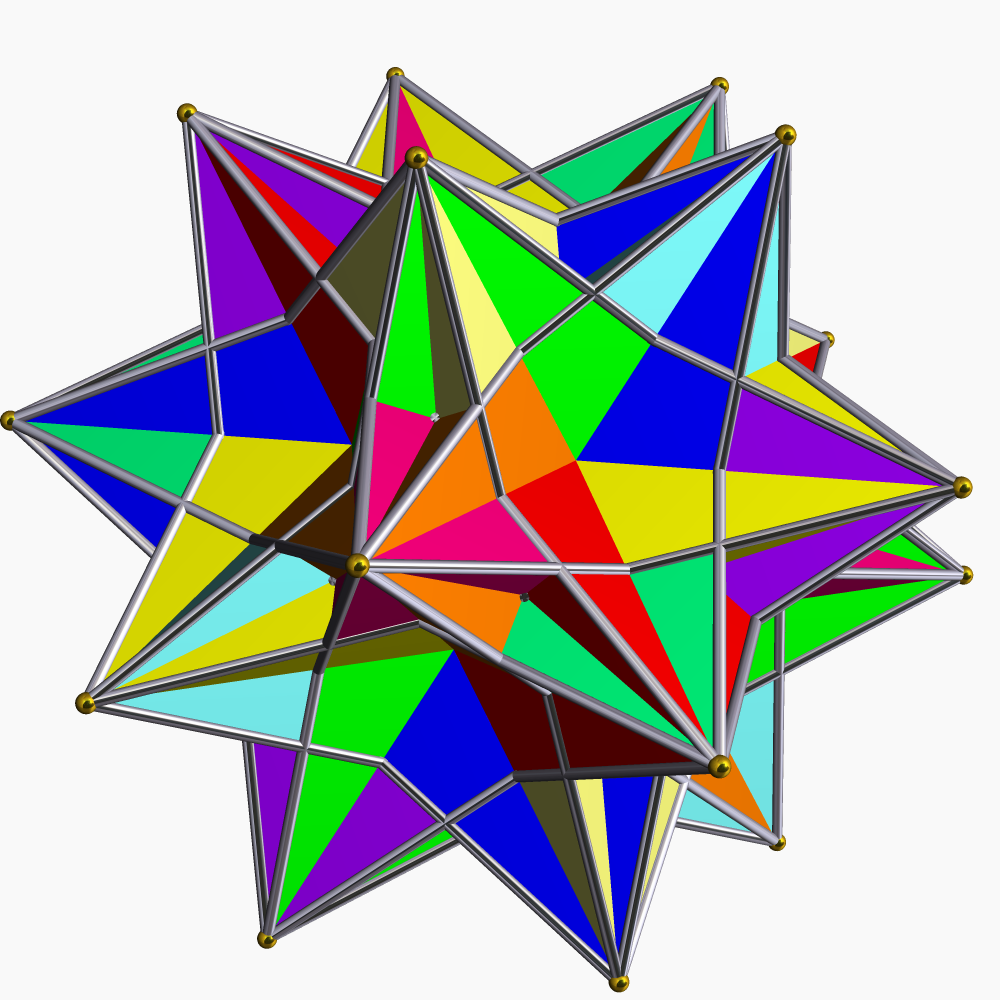
Hay cierta belleza «fría y austera» en este poliedro.

La experiencia más intensa de belleza matemática para la mayoría de los matemáticos viene de adentrarse activamente en las matemáticas. Es muy difícil disfrutar o apreciar las matemáticas de manera puramente pasiva —no existe una analogía real del papel de espectador, audiencia o público—.
Bertrand Russell se refiere a la austera belleza de las matemáticas.

## Belleza y filosofía
Algunos matemáticos eran de la opinión de que el hacer matemáticas es más cercano al descubrimiento que a la invención. Ellos creían que el detallado y preciso resultado de las matemáticas puede ser tomado como verdadero sin ninguna dependencia del universo en el que vivimos. Por ejemplo, argumentaban que la teoría de los números naturales es fundamentalmente válida, en una manera en que no requiere de algún contexto específico. Algunos matemáticos han extrapolado este punto de vista sobre que la belleza matemática es una verdad que en algunos casos se convierte en misticismo.
Pitágoras (y toda la escuela Pitagórica) creía en la realidad literal de los números. El descubrimiento de los números irracionales fue una verdadera sorpresa para ellos,-ellos consideraban la existencia de números inexpresables como la razón de dos números naturales, siendo un error en la naturaleza. Desde la perspectiva moderna, el trato de números místicos de Pitágoras era más de un experto en numerología que de un matemático. Resulta que lo que Pitágoras había dejado de lado, eran los límites de infinitas secuencias de proporciones de números naturales- la noción moderna de un número real.
En la filosofía de Platón, existían dos mundos, el físico (en el que vivimos), y uno abstracto en el que está la verdad incambiable, incluyendo las matemáticas. Él decía que el mundo físico era la mera reflexión del mundo perfecto y abstracto. 
Galileo Galilei dijo alguna vez: «Las matemáticas son el lenguaje en el que Dios escribió el universo», una afirmación que (aparte del implícito «teísmo») es consistente con las bases matemáticas de toda la física moderna. 
El matemático húngaro Paul Erdös, aun siendo ateo, habló de un libro imaginario, en el que Dios había escrito las demostraciones matemáticas más bellas. Cuando Erdos quería expresar una particular apreciación a una demostración, solía exclamar: «¡Ésta es del libro!». Este punto de vista expresa la idea de que las matemáticas, como las verdaderas leyes en las que se basa la construcción de nuestro universo, son el candidato en el que se personifica Dios en diferentes religiones místicas. 
Alain Badiou, filósofo del siglo veinte, dice que la ontología es matemáticas. Badiou cree también en profundas conexiones entre las matemáticas, la poesía y la filosofía.
En algunos casos, los filósofos naturales y otros científicos que han hecho mucho uso de las matemáticas han hecho brincos de inferencia entre belleza y verdad física de manera errónea. Por ejemplo, en un punto de su vida, Johannes Kepler creía que las proporciones de las órbitas en el entonces conocido sistema solar, habían sido arregladas por Dios para corresponder a un arreglo concéntrico de los cinco "Sólidos Platónicos" (cada órbita en la esfera circunscrita de un poliedro y la esfera inscrita de otro). Como hay exactamente cinco sólidos platónicos, la hipótesis de Kepler sólo acomodaba seis órbitas planetarias y fue desaprobada por el descubrimiento de Urano.